# Hesham Ibrahim
Hesham Ibrahim – egipski piłkarz grający na pozycji obrońcy. W swojej karierze rozegrał 3 mecze w reprezentacji Egiptu.

## Kariera klubowa
Do 1990 roku Ibrahim grał w klubie Al-Ahly Kair. Wraz z Al-Ahly wywalczył dublet - mistrzostwo i Puchar Egiptu w sezonie 1988/1989. W 1990 roku przeszedł do Zamaleku, w którym grał do 1993. Wraz z Zamalekiem wywalczył dwa mistrzostwa Egiptu w sezonach 1991/1992 i 1992/1993, a także zdobył Puchar Mistrzów w 1993.

## Kariera reprezentacyjna
W reprezentacji Egiptu Ibrahim zadebiutował 3 marca 1990 w przegranym 1:3 grupowym meczu Pucharu Narodów Afryki 1990 z Wybrzeżem Kości Słoniowej, rozegranym w Algierze. Na tym turnieju rozegrał również dwa inne mecze grupowe: z Nigerią (0:1) i z Algierią (0:2). Były to zarazem jego jedyne rozegrane mecze w kadrze narodowej.